# Premio Amanda 2002
La XVIII edizione del premio cinematografico norvegese premio Amanda (Amanda Awards in inglese) si tenne nel 2002.

## Vincitori
- Miglior film - Alt om min far
- Miglior film straniero - Il favoloso mondo di Amélie
- Miglior attore - Robert Stoltenberg per Borettslaget
- Miglior attrice - Maria Bonnevie per I am Dina - Questa è la mia storia
- Miglior documentario - Kroppen min
- Miglior cortometraggio - Aria
- Miglior realizzazione artistica - John Erik Kaada
- Miglior film per bambini - Tiden før Tim
- Miglior serie TV - Borettslaget
- Premio onorario - Pål Bang-Hansen e Rolv Wesenlund